# Laura Bottici
Laura Bottici (Carrara, 3 luglio 1971) è una politica italiana, senatrice della Repubblica Italiana con il ruolo di questore dal 2013 al 2022 per il Movimento 5 Stelle.

## Biografia
Nasce il 3 luglio del 1971 a Carrara, in provincia di Massa Carrara, prende la qualifica di analista contabile all'istituto Professionale per il Commercio Luigi Einaudi nel 1991. 
Dal 2001 al 2012 lavora come amministratrice presso due aziende. 

## Attività politica
Nel 2009 si iscrive al Meetup del Movimento 5 Stelle di Carrara, candidandosi alle elezioni comunali in Toscana del 2012 a Carrara come consigliere comunale per il Movimento 5 Stelle, risultando tuttavia non eletta.

### Elezione a senatrice
Alle elezioni politiche del 2013 viene candidata al Senato della Repubblica tra le liste del Movimento 5 Stelle, ed eletta senatrice nella circoscrizione Toscana.
Il 21 marzo 2013 viene eletta guestore del Senato della Repubblica con 120 voti di preferenza per il M5S, grazie alla rinuncia del Partito Democratico. Nella XVII legislatura è componente della 6ª Commissione permanente Finanze e tesoro, della 14ª Commissione permanente Politiche dell'Unione europea e, brevemente, della 4ª Commissione permanente Difesa.
Dal 14 aprile 2014 sostituisce il collega Francesco Molinari come vice-capogruppo del M5S al Senato insieme alla collega Elena Fattori fino al 14 luglio 2014.
Dal 2 febbraio 2016 è nuovamente eletta vice-capogruppo vicario del M5S al Senato insieme alla collega Michela Montevecchi, eletta vicecapogruppo, e a Nunzia Catalfo, eletta capogruppo.
Alle elezioni politiche del 2018 viene ricandidata e rieletta al Senato della Repubblica, dove il 28 marzo 2018 viene riconfermata questore del Senato con 115 voti. Nella XVIII legislatura, oltre a far parte della 6ª Commissione Finanze e tesoro, da questore si occupa del provvedimento sul taglio dei vitalizi agli ex parlamentari, scontrandosi con la presidente del Senato Maria Elisabetta Alberti Casellati.
In occasione della conferma di Giuseppe Conte come Presidente del Movimento 5 Stelle del 27-28 marzo 2022, Lauro Bottici diventa membro del Comitato di Garanzia del partito, al posto del dimissionario Luigi Di Maio, insieme a Virginia Raggi e Roberto Fico.